# 金蕾
金蕾（1973年11月3日—），出生于上海。中国内地广播节目主持人。中国共产党党员。供职于上海广播电视台东方广播中心融媒体部。現主持上海新聞廣播節目《今晚》和《新聞加速度》。

## 个人经历
金蕾出身梨园世家，父亲为著名京剧表演艺术家，上海京剧院国家一级演员，京剧丑角金锡华。她从小爱看译制片和名人传记，而那些译制片里面的配音演员成为她日后发展广播事业的坚实基础。 
1991年高中毕业前夕，金蕾以"上海地区第一名"身份考入北京广播学院（今中国传媒大学）播音系，并与梁艳、史小诺、杨锐锋（中央广播电视总台）、杨丹（华风集团）等人为同班同学。
1995年毕业后正式加入上海人民广播电台，开始主持《990早新闻》，开创50年来“实习播音员直升强档新闻主播岗位”的传奇。
2003年转投上海交通广播，主持《声音传奇》、《交通广播午新闻》等节目，并在此时开始为上海地铁报站。她共为上海地铁录制了12条线路的广播词，被誉为“上海地铁第一女声”，并于2012年成为上海地铁的荣誉站务员。
后离开上海交通广播重返上海新闻广播，主持《8点新闻》《990晚间新闻》《环球瞭望》等节目，现主持《今晚》和《新闻加速度》。
多年来，参与过《东西部手拉手》、《跨越新世纪》、《上海世博会高峰论坛》、《上海世博会闭幕式》等众多大型新闻专题报道，多次现场直播“上海两会”开幕式。
现金蕾亦为上海新闻广播和长三角之声的整点报时声配音。

## 主要获奖与提名
- 2011年SMG优秀播音员主持人
- 2013年SMG名播音员主持人
- 亦曾获“中国广播电视学会优秀播音与主持作品奖”、“上海广播电视奖”播音与主持类一等奖等多个大奖。